# Харламов, Фёдор Васильевич
Фёдор Васильевич Харламов (1730—1800) — генерал-майор, герой Швейцарского похода Суворова.

## Биография
Фёдор Васильевич Харламов родился в 1730 году. В военную службу вступил в царствование императорицы Елизаветы Петровны в лейб-гвардии Семёновский полк.
В 1776 году Харламов отличился в Крымском походе, был замечен Суворовым и с тех пор состоял в войсках, находившихся под личным руководством последнего.
За доблесть, проявленную в 1792 году в войне с поляками Харламов был награждён золотым оружием с надписью «За храбрость». В Польском походе 1794 года Харламов, в чине секунд-майора Азовского пехотного полка, отличился при штурме варшавского предместья Праги и 1 января 1795 года был награждён орденом св. Георгия 4-й степени(№ 583 по кавалерскому списку Судравского и № 1153 по списку Григоровича — Степанова)
Во всемилостивейшем уважении на усердную службу и отличное мужество, оказанное 24-го октября при взятии приступом сильно укрепленного Варшавского предместия, именуемого Прага, где он скоропостижно перешел волчьи ямы и шанцы и, бросившись на батарею, отбил две пушки.
В 1795 году произведён в премьер-майоры и в том же году в подполковники, в 1798 году пожалован чином полковника. 13 сентября 1798 года назначен командиром Азовского пехотного полка.
В 1799 году Харламов принял участие в Итальянском и Швейцарском походах Суворова и за отличие в сражении при Нови был произведён в генерал-майоры. 13 сентября 1799 года, в бою при селении Урзерн в Швейцарии, он был ранен двумя пулями, но продолжил преследовать неприятеля штыками, однако картечь снова поразила его в правое плечо и Харламов был унесён с поля боя. Расставаясь с солдатами он сказал: «Дети, прощайте; служите Богу и царю по-прежнему».
Отправленный в Нанси на излечение Харламов там скончался в 1800 году.
Леер приводит следующую характеристику Харламова: «Харламов был истинный христианин; строг, но справедлив с подчинёнными; любил их как отец детей; был любим высшими начальниками, храбр и неутомим. При необыкновенном росте, отличался стройностью, благообразием и непомерной силой».